# Bodzanów

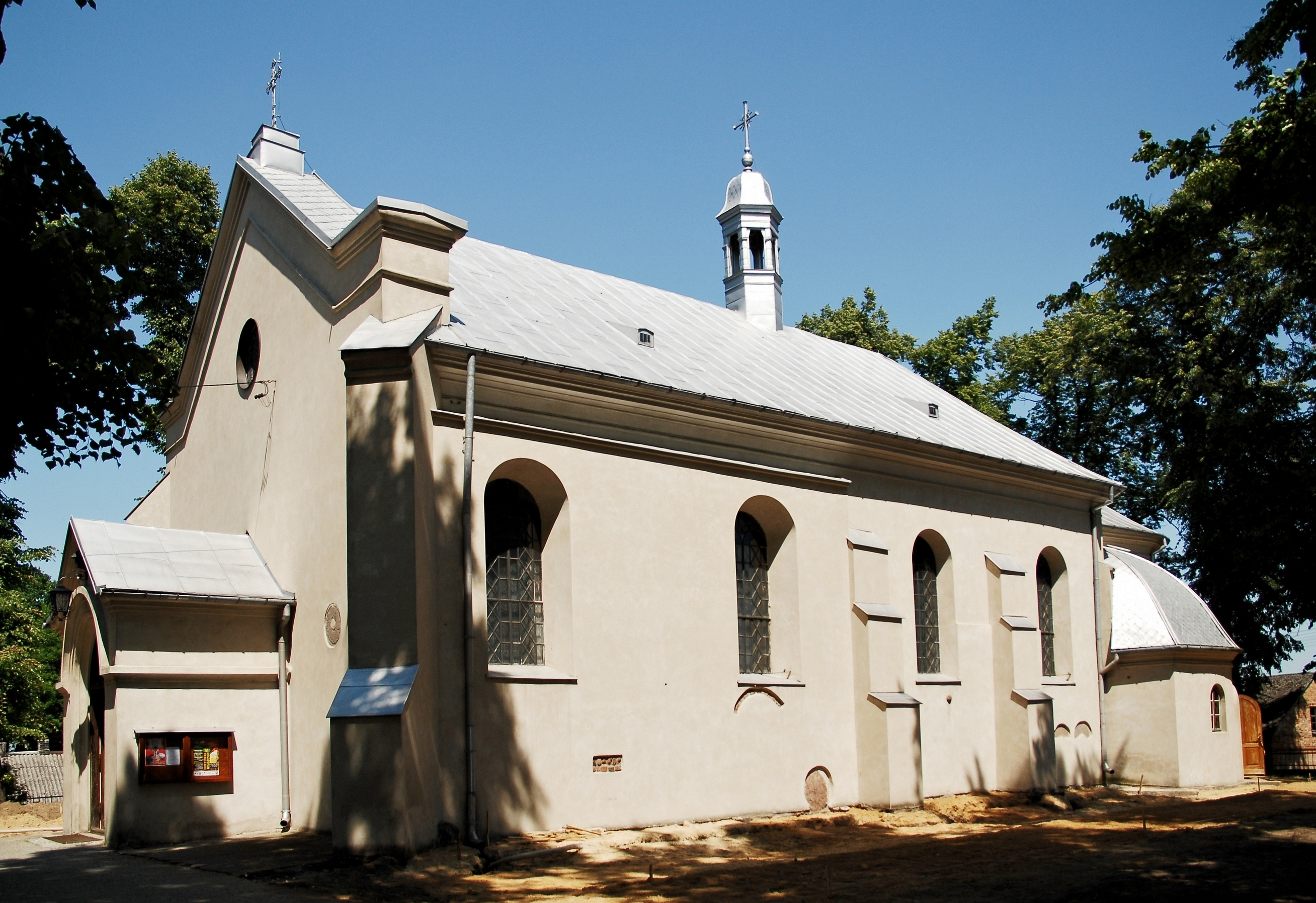
Kościół pw. Wniebowzięcia NMP

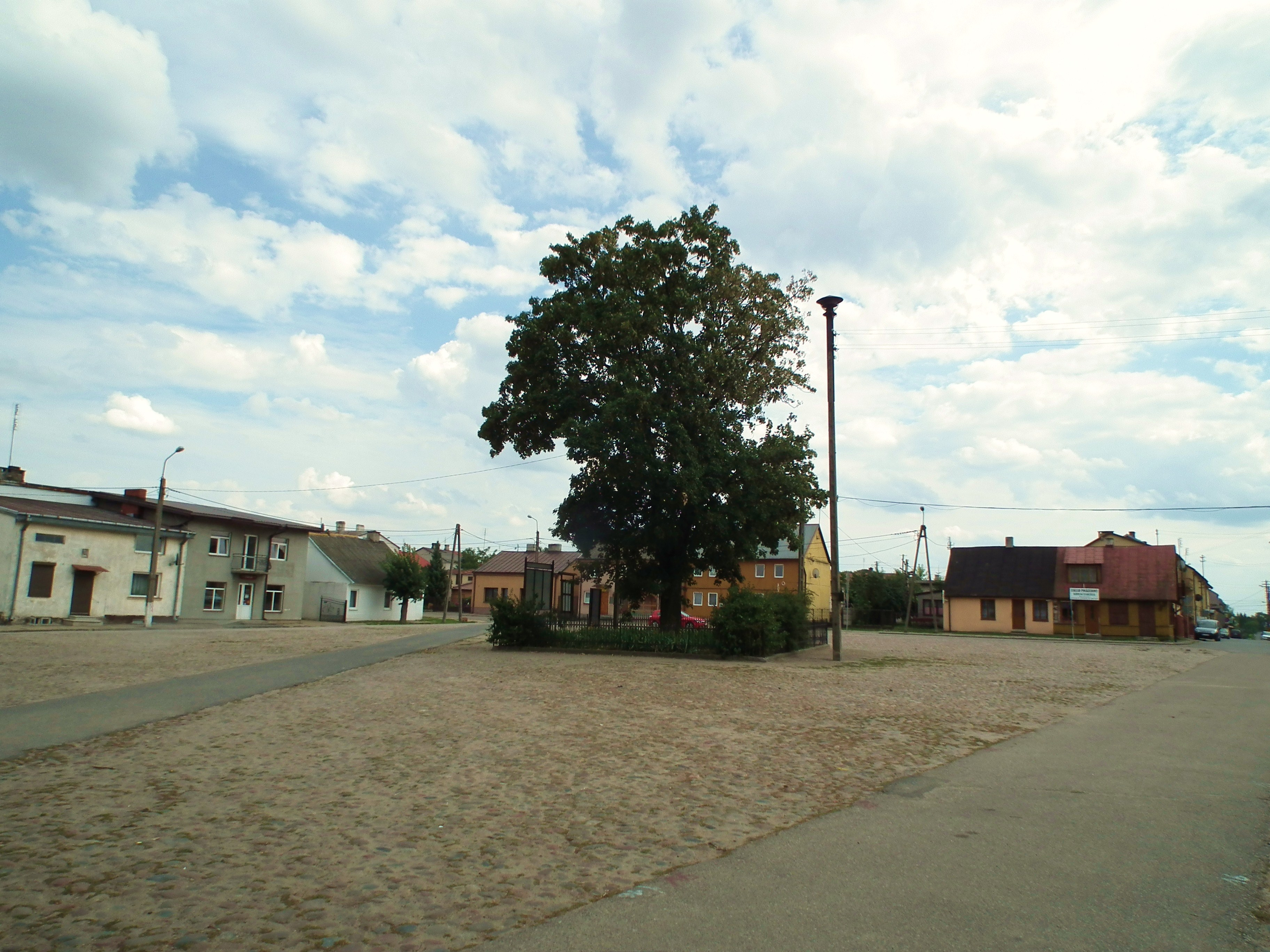
Rynek miejski w Bodzanowie

Bodzanów – miasto w Polsce położone nad Mołtawą w zachodniej części województwa mazowieckiego, w powiecie płockim, w gminie Bodzanów.
Bodzanów ma nadal status sołectwa.
Bodzanów był miastem duchownym założonym w 1351 roku, położonym w ziemi wyszogrodzkiej województwa mazowieckiego. Miasto rządowe Królestwa Kongresowego w 1827 roku położone było w powiecie płockim, obwodzie płockim województwa płockiego. 13 stycznia 1870 stracił prawa miejskie i został włączony do gminy Mąkolin. 30 sierpnia 1946 został siedzibą nowo utworzonej gminy Bodzanów, w latach 1954–1972 gromady Bodzanów a od 1973 ponownie gminy Bodzanów. W latach 1975–1998 miejscowość administracyjnie należała do województwa płockiego. 1 stycznia 2021 siedzibę gminy Bodzanów przeniesiono do Chodkowa.
Status miasta Bodzanów odzyskał 1 stycznia 2023 roku. MSWiA zastrzegło jednocześnie, że "Rada Gminy Bodzanów powinna uporządkować sprawę siedziby władz gminy Bodzanów, by ta była zlokalizowana w mieście Bodzanów, a nie w miejscowości Chodkowo". 1 stycznia 2024 do Bodzanowa włączono działki o łącznej powierzchni 9,75 ha z obrębu ewidencyjnego Chodkowo wzdłuż ulicy Bankowej, w tym działki na których położony jest urząd gminy, dzięki czemu znalazł się on w granicach administracyjnych miasta. Oficjalna siedziba gminy nie została jednak zmieniona, przez co Chodkowo pozostaje formalną siedzibą gminy Bodzanów.

## Historia
Bodzanów po raz pierwszy wymieniono w dokumentach z XII wieku. Wieś została nadana norbertankom płockim przez Olta, syna wojewody Żyry. W roku 1351, na wniosek przeoryszy norbertanek Grzymki (Grzymisławy) oraz prepozyta konwentu Stanisława, książę Bolesław III nadał osadzie prawa miejskie (na prawie chełmińskim). Mieszkańcy utrzymywali się z handlu płodami rolnymi i sprzedaży bydła oraz koni (Bodzanów słynął z końskich targów).
W 1415 roku książę mazowiecki Janusz I ustanowił w Bodzanowie jarmark na Zielone Świątki. Jego następca Bolesław IV potwierdził w roku 1436 przywilej lokacyjny miasta.
W 1570 roku Bodzanów liczył już 400 mieszkańców. Przedmieście Bodzanowa położone na prawym brzegu Mołtawy była własnością prywatną i należało w XV wieku do kanclerza płockiego Andrzeja z Zakrzewa. Potop szwedzki poważnie osłabił znaczenie Bodzanowa. Miasto wyludniło się tak, iż pod koniec XVIII wieku mieszkało tu około 100 osób. Sytuację potęgowały pożary – największe około 1745 i przed rokiem 1775. Pod koniec XVIII wieku w mieście zaczynają się osiedlać Żydzi. W 1810 Bodzanów był ubogim miastem rządowym. Synagogę wybudowano dopiero pod koniec XIX wieku. Poza tym w mieście działało kilka żydowskich domów modlitwy, między innymi zwolenników cadyka z Góry Kalwarii oraz Aleksandrowa. Pierwszymi rabinami w XIX wieku byli Mendel Prajs i Henoch Henich Nawri. Od 1820 roku rozpatrywano odebranie praw miejskich. Stało się to w 1869 roku, Bodzanów utracił prawa miejskie i został osadą w Gminie Mąkolin, która istniała do 1939 roku. Mieszkańcom Bodzanowa pozostawiono prawo do podejmowania uchwał dotyczących osady. Około 1880 roku istniała tu szkółka elementarna, dom zajezdny, stacja pocztowa, odbywało się 6 jarmarków rocznie. Od 1907 roku w Bodzanowie istnieje straż ogniowa. W 1920 roku zarejestrowanych było 2000 osób uprawnionych do głosowania, w tym czasie Żydzi stanowili 70% ogółu mieszkańców.
Podczas I wojny światowej wojska rosyjskie zmusiły Żydów do opuszczenia Bodzanowa. Po szybkim powrocie założyli Żydowski Komitet Pomocy, który zapewniał ubogim, a zwłaszcza dzieciom, darmowe, gorące posiłki.
W 1922 roku oskarżono Żydów (jak się okazało po śledztwie bezpodstawnie) o wywołanie wielkiego pożaru miasta.
Podczas II wojny światowej Niemcy urządzili w kościele magazyn zbożowy, księży wywieziono do niemieckiego obozu koncentracyjnego Soldau (KL) w Działdowie, bodzanowskich Żydów stracono w obozie zagłady w Treblince, a tutejsza synagoga została zniszczona. W obozie w Działdowie zamordowany został m.in. ks. Adam Goszczyński (1875–1941) – proboszcz parafii Bodzanów, organizator Ochotniczej Straży Pożarnej, kółka rolniczego oraz ochronki dla biednych dzieci. Miała tu też miejsce egzekucja 13 Polaków.
Niemcy utworzyli w mieście getto. W lutym i marcu 1941 roku wywieźli część mieszkańców do getta w Nowym Dworze, część wysiedlono do dystryktu radomskiego w Generalnym Gubernatorstwie. Większość znalazła się m.in. w obozie w Bielsku.
Po II wojnie światowej Bodzanów został siedzibą nowo utworzonej gminy i zaczął się intensywny rozwój miejscowości.
28 października 2021 Rada Gminy Bodzanów przyjęła uchwałę o przeprowadzeniu z mieszkańcami gminy konsultacji społecznych w sprawie nadania statusu miasta miejscowości Bodzanów. W przeprowadzonych 8 grudnia 2021 konsultacjach udział wzięło 223 mieszkańców gminy, spośród 8004 osób uprawnionych. Z tej liczby 150 osób było za, 40 przeciw, 32 wstrzymało się od głosu, a jedna osoba nie głosowała. 1 stycznia 2023 doszło do przywrócenia statusu miasta.

## Architektura
- gotycki kościół parafialny pw. Wniebowzięcia NMP z XV wieku, przebudowany w XVII w. Wybudowany z cegły z użyciem kamieni polnych, w ściany wmurowane liczne koła młyńskie i kamienie polne. Kościół otynkowany, typu salowego, zamknięty trójbocznie bez oddzielnego prezbiterium. Wyposażenie barokowe, w typie manierystyczne. Kościół jest zabytkiem chronionym prawnie[22].
- plebania wybudowana w latach 1890–1898, murowana z cegły, tynkowana, dach dwuspadowy kryty blachą.
- cmentarz otwarty w 1796 roku, zamknięty na początku XX wieku, przy drodze z Wyszogrodu do Płocka. Spośród innych wyróżnia się nagrobek w formie łuku triumfalnego z piaskowca. Pogrzebano tam Kassyldę Miszewską (zm. 1866 r.), właścicielkę Karwowa.
- cmentarz przykościelny czynny do 1796 roku. Otoczony murem. Tamże dwie kamienne kropielnice z XVI w. i krzyż misyjny.
- ślady po dwóch cmentarzach żydowskich. Pierwszy za Mołtawą koło wiatraka, gdzie pozostały fragmenty betonowego ogrodzenia. Miejsce po drugim, zlokalizowanym w południowej części Bodzanowa, porastają zarośla.
- ruiny młyna wodnego przy ul. Sierakowskiego.
- wiatrak na tzw. Łysej Górze, dawniej poruszany wiatrem, w ostatnich latach zamieniony na elektryczny.

## Sport i rekreacja
15 stycznia 1976 powstał klub sportowy Huragan Bodzanów, wywodzący się z założonego w 1946 LZS Bodzanów. W 1978 roku zespół występował w rozgrywkach Ligi Międzywojewódzkiej, która w tamtych latach była czwartą klasą rozgrywkową w Polsce.
Od początku istnienia klub posiadał sekcję piłki nożnej, poza tym istniały również sekcje tenisa stołowego oraz kolarstwa.

## Religia
- Kościół rzymskokatolicki
  - Parafia Wniebowzięcia Najświętszej Maryi Panny w Bodzanowie
- Kościół Starokatolicki Mariawitów
  - wierni należą do parafii Nawiedzenia św. Elżbiety przez Najświętszą Maryję Pannę w Pepłowie.
- Kościół Katolicki Mariawitów
  - wierni należą do parafii Trójcy Przenajświętszej w Felicjanowie.